# Cholesterolarm dieet
Een cholesterolarm dieet is een voedingsplan dat specifiek is ontworpen om het niveau van cholesterol in het lichaam te verminderen. Cholesterol is een soort vet dat van nature door het lichaam wordt geproduceerd en ook in sommige voedingsmiddelen voorkomt. Hoewel het nodig is voor verschillende lichaamsfuncties, kan een overmaat aan cholesterol in het bloed leiden tot gezondheidsproblemen zoals hart- en vaatziekten.

## Overzicht
Het cholesterolarm dieet richt zich op het verminderen van de inname van verzadigde en transvetten, die beide bijdragen aan een verhoogd cholesterolgehalte in het bloed. Voedingsmiddelen rijk aan deze vetten, zoals rood vlees, volle zuivelproducten, gefrituurd voedsel en commercieel gebakken goederen, worden meestal beperkt of vermeden. Het dieet moedigt de consumptie aan van voedingsmiddelen die rijk zijn aan onverzadigde vetten en vezels, zoals vette vis, noten, zaden, groenten en volkoren granen.

## Voordelen
Een cholesterolarm dieet kan helpen bij het verlagen van het niveau van LDL-cholesterol, ook wel het "slechte" cholesterol genoemd, in het bloed. Het kan ook helpen om het HDL-cholesterol, het "goede" cholesterol, te verhogen. Dit kan het risico op de ontwikkeling van atherosclerose (verharding van de slagaders) verminderen, atherosclerose kan leiden tot hartaandoeningen en beroertes.

## Aanbevelingen
Er zijn verschillende voedingsrichtlijnen voor een cholesterolarm dieet, waaronder:
1. Het vervangen van verzadigde vetten door onverzadigde vetten. Dit kan bijvoorbeeld betekenen dat men olijfolie gebruikt in plaats van boter.
2. Het beperken van de inname van transvetten, die voornamelijk voorkomen in gefrituurd voedsel en commercieel bereidde bakkerijproducten.
3. Het verhogen van de consumptie van vezelrijke voedingsmiddelen, zoals fruit, groenten en volle granen.
4. Het consumeren van minstens twee porties vette vis per week, zoals zalm, makreel of sardines, die rijk zijn aan omega-3-vetzuren.
5. Het beperken van de inname van cholesterolrijke voedingsmiddelen, zoals orgaanvlees en eigeel.
6. Het handhaven van een gezond gewicht door regelmatige lichaamsbeweging en het vermijden van overmatige calorie-inname.

## Voorzorgsmaatregelen
Hoewel een cholesterolarm dieet voordelen biedt voor de gezondheid van het hart, moet men altijd een arts of diëtist raadplegen voor gepersonaliseerd advies, vooral als men al gezondheidsproblemen heeft zoals hartaandoeningen of diabetes.